# قلعه زبید
قلعه زبید (به لاتین: Qale-Zobayd) یک منطقهٔ مسکونی در افغانستان است که در ولایت غور واقع شده‌است. قلعه زبید ۱٬۹۷۷ متر بالاتر از سطح دریا واقع شده‌است.